# Dîner Du Bout-Du-Banc

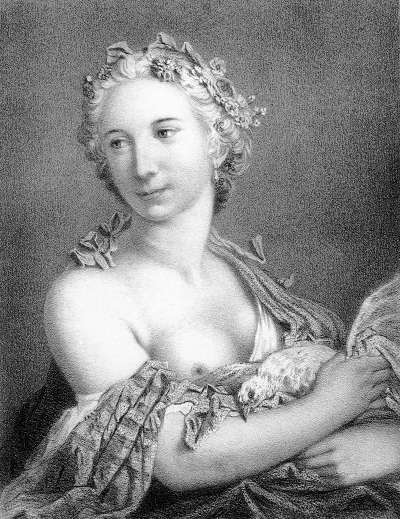
Jeanne-Françoise Quinault

Das Dîner Du Bout-Du-Banc, manchmal auch Société Du Bout-Du-Banc,  war ein Literarischer Salon, der in der ersten Hälfte des 18. Jahrhunderts von der Schauspielerin Jeanne-Françoise Quinault ins Leben gerufen wurde.
Um das Jahr 1731 herum begann Quinault, jeden Montag einige hochgestellte Gäste zu sich zu einem Dîner einzuladen. Darunter befanden sich auch Poeten, Philosophen und Künstler. Die Gesellschaft setzte sich vor allem aus Vertretern der Aufklärung zusammen, die das Dîner dem Gedankenaustausch und der Diskussion widmeten. Waren es am Anfang nie mehr als 10 Gäste, wuchs dieser Kreis so an, dass ein zweites Dîner beim Comte de Caylus gegeben werden musste.
Die Abende waren aber nicht nur von geistreichen Gesprächen geprägt, sondern auch das leibliche Wohl war nicht unerheblicher Teil der Attraktion. Da die Teilnehmer keine Kinder von Traurigkeit waren und regelmäßig Damen zur Gesellschaft geladen wurden, kam es auch zu allgemeiner Belustigung, bei der auch gerne gesungen wurde.

## Gästeliste (Auswahl)
- Voltaire (1694–1778), Philosoph und Schriftsteller
- Philippe Néricault Destouches (1680–1754), Lustspieldichter
- Pierre Carlet de Marivaux (1688–1763), Schriftsteller
- René Louis d’Argenson (1694–1757), Politiker, Diplomat und Literat
- Alexis Piron (1689–1773), Jurist und Schriftsteller
- Anne-Claude-Philippe, Comte de Caylus (1692–1765), Antiquar und Sammler
- Denis Diderot (1713–1784), Abbé, Schriftsteller, Übersetzer, Philosoph, Aufklärer, Literatur- und Kunsttheoretiker
- Jean-Jacques Rousseau (1712–1778), Schriftsteller, Philosoph, Pädagoge, Naturforscher und Komponist
- Jean-Baptiste le Rond d’Alembert (1717–1783), Mathematiker, Physiker und Philosoph
- Friedrich Melchior Grimm (1723–1807), Schriftsteller, Journalist, Theater- und Musikkritiker und Diplomat